# Hopkinton (Rhode Island)
Hopkinton ist eine Stadt im Washington County im US-amerikanischen Bundesstaat Rhode Island. Das U.S. Census Bureau hat bei der Volkszählung 2020 eine Einwohnerzahl von 8.398 ermittelt.

## Geographie
Hopkinton liegt auf 41°27'40" nördlicher Breite und 71°46'39" westlicher Länge. Etwa 10 Kilometer entfernt liegt Dover im Osten. Providence befindet sich 50 Kilometer nordöstlich. Durch die Stadt führt der Interstate-95-Highway. Die Grenze zum Nachbarstaat Connecticut ist nur einen Kilometer entfernt in westlicher Richtung. In einer Entfernung von rund 15 Kilometern beginnt im Süden der Atlantische Ozean.

## Geschichte
Der Name der Stadt wurde zu Ehren von Stephen Hopkins, einem Mitunterzeichner der Declaration of Independence erwählt, der 1757 Gouverneur von Rhode Island war, als die Stadt gegründet wurde.
Viele historische Plätze und Gebäude in der Region Hopkinton sind heute im National Register of Historic Places aufgeführt, namentlich:
- Black Farm
- Bradford Village Historic District in Hopkinton and Westerly
- Hope Valley Historic District
- Hopkinton City Historic District
- Tomaquag Rock Shelters
- Upper Rockville Mill
- Wyoming Village Historic District

Ein bedeutendes Jugendlager, das „Camp Yawgoog“ von Scouting America, befindet sich in einem nahen Naturreservat.

## Galerie

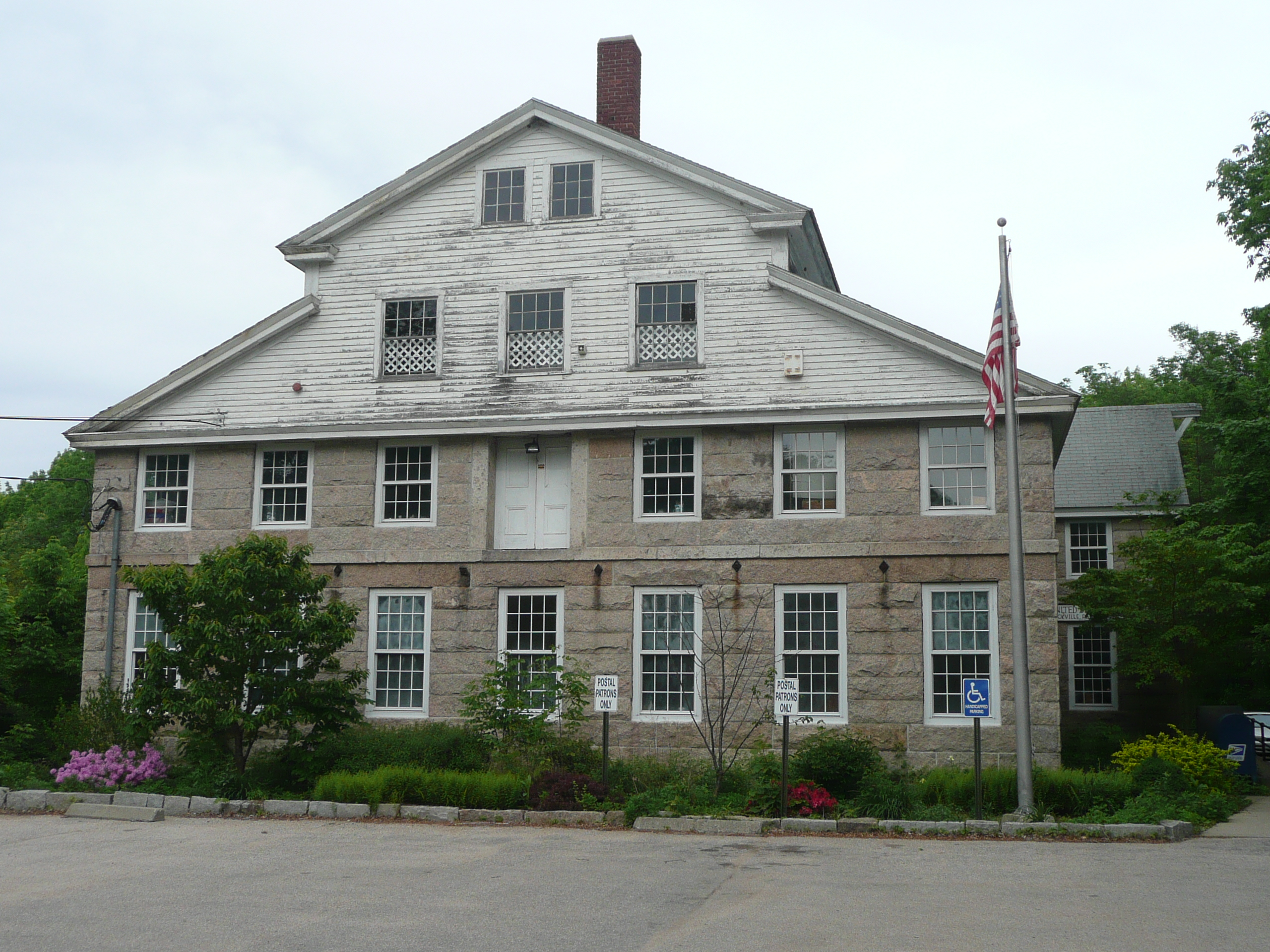
Upper Rockville Mill
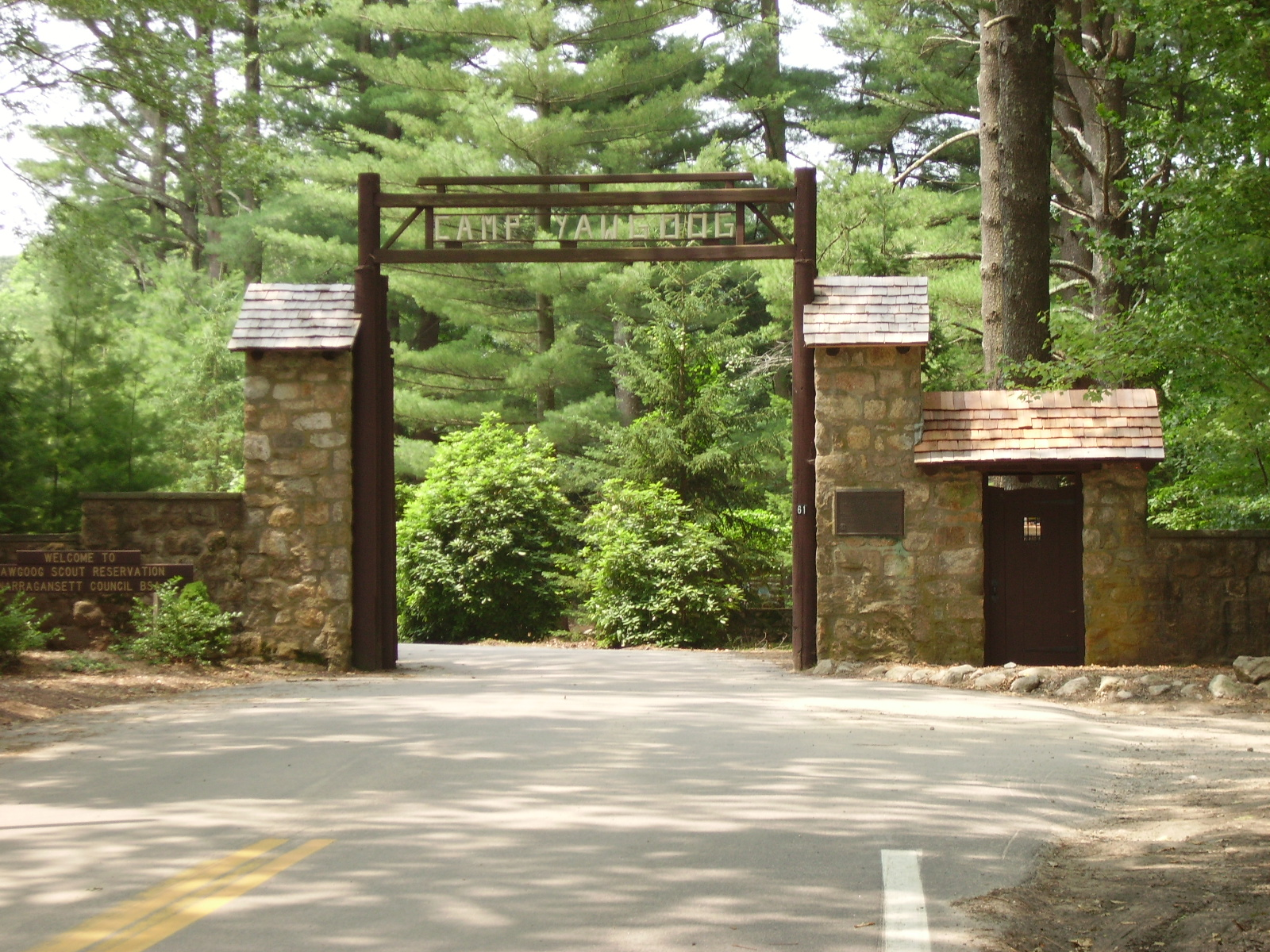
Haupteingang zum Camp Yawgoog

## Demografische Daten
Im Jahr 2010 wurde eine Einwohnerzahl von 8188 Personen ermittelt, was einer Steigerung gegenüber dem Jahr 2000 um 4,5 % entspricht. Das Durchschnittsalter der Bewohner betrug 2009 37,1 Jahre. Die Arbeitslosenrate betrug im März 2012 11,4 %.

## Söhne und Töchter der Stadt
- Prudence Crandall (1803–1890), Lehrerin und Aktivistin gegen die Rassentrennung im Bildungswesen
- Benjamin Babock Thurston (1804–1886), Politiker
- Edward Lee Greene (1843–1915), Botaniker und Theologe